# 9 Bootis
9 Bootis, som är stjärnans Flamsteed-beteckning, är en ensam stjärna i den västra delen av stjärnbilden Björnvaktaren. Den har en genomsnittlig skenbar magnitud på ca 6,4 och är mycket svagt synlig för blotta ögat där ljusföroreningar ej förekommer. Baserat på parallaxmätning inom Hipparcosuppdraget på ca 5,2 mas, beräknas den befinna sig på ett avstånd på ca 630 ljusår (ca 192 parsek) från solen. Stjärnan rör sig närmare solen med en heliocentrisk radiell hastighet av ca –41 km/s.

## Egenskaper
9 Bootis är en orange till röd jättestjärna av spektralklass K3 III, vilket anger att den har förbrukat förrådet av väte i dess kärna och utvecklats bort från huvudserien. Den har en radie som är ca 55 gånger större än solens och utsänder ca 716 gånger mera energi än solen från dess fotosfär vid en effektiv temperatur på ca 4 200 K.
9 Bootis är en misstänkt oregelbunden variabel som varierar mellan fotografisk magnitud +6,1 och 6,6 utan någon fastställd periodicitet. Den anses vara milt litiumrik med en måttlig kromosfärisk aktivitet.